# スパウット・トゥエンクラーン
スパウット・トゥエンクラーン（タイ語: ศุภวุฒิ เถื่อนกลาง、英語: Suphawut Thueanklang, 1989年7月14日 - ）は、タイ王国ラーチャブリー県出身のフットサル選手。チョンブリー・ブルーウェーブFC所属。タイ王国代表の歴代最多得点記録保持者である。ポジションはピヴォ。「アム」という愛称がある。

## 経歴

### クラブ
2007年からフットサルタイリーグのチョンブリー・ブルーウェーブFCに所属しており、国内リーグでは2009シーズン、2010シーズン、2011-12シーズン、2012-13シーズン、2014シーズン、2015シーズン、2016シーズンの6度優勝している。2013年には日本の愛知県名古屋市で開催されたAFCフットサルクラブ選手権で優勝し、武田テバオーシャンアリーナでトロフィーを掲げている。2017年にはベトナムのホーチミンで開催されたAFCフットサルクラブ選手権で2度目の優勝を果たした。
2020年5月8日、2020-21シーズンには名古屋オーシャンズにローン移籍することが発表された。

### タイ王国代表
アラブ首長国連邦で開催された2012 AFCフットサル選手権では決勝で日本代表に敗れて準優勝だった。準決勝のイラン代表戦では、過去9大会中8大会で優勝している相手に対してハットトリックを達成し、5-4での歴史的な勝利に貢献した。
タイ王国で開催された2012 FIFAフットサルワールドカップでは、グループリーグのコスタリカ代表戦、ウクライナ代表戦、パラグアイ代表戦すべてで得点した。決勝トーナメント1回戦ではスペイン代表に敗れた。4試合で計3得点を挙げ、大会最優秀ゴール賞を受賞した。
ウズベキスタンで開催された2016 AFCフットサル選手権では、グループリーグのタジキスタン代表戦でハットトリック、台湾代表戦で2得点、ベトナム代表戦でハットトリックを達成するなどの大活躍を見せ、自身は14得点を挙げて大会得点王に輝いた。チームは準決勝でウズベキスタン代表に敗れた。
コロンビアで開催された2016 FIFAフットサルワールドカップでは、グループリーグのキューバ代表戦でハットトリックを達成し、ロシア代表戦でも得点した。決勝トーナメント1回戦のアゼルバイジャン代表戦では2得点を挙げたが、8-13という乱打戦で敗れた。4試合で計6得点を挙げ、2大会連続での大会最優秀ゴール賞を受賞した。

## 所属クラブ
- 2007-  チョンブリー・ブルーウェーブFC

2010 → サンティアゴ・フットサル（ローン移籍）
2011 → ペルセポリスベジスティ（ローン移籍）
2016-2017 → メス・サングン（ローン移籍）
2018 → ブラック・スティール・マノクワリ（ローン移籍）
2019 → ベイルート・スターズFC（ローン移籍）
2020-2022 → 名古屋オーシャンズ（ローン移籍）

## タイトル

### クラブ
チョンブリー・ブルーウェーブFC
- AFCフットサルクラブ選手権 (2): 2013, 2017
- フットサルタイリーグ（英語版） (7): 2009, 2010, 2011-12, 2012-13, 2014, 2015, 2016
- タイ王国サッカー協会フットサルカップ (4): 2010, 2011-12, 2014, 2015

名古屋オーシャンズ
- 日本フットサルリーグ (2): 2020-21, 2021-22

### タイ王国代表
- AFFフットサル選手権 (6): 2008, 2009, 2012, 2013, 2014, 2015, 2019
- 東南アジア競技大会 (2): 2011, 2013, 2017

### 個人
- FIFAフットサルワールドカップ最優秀ゴール賞 : 2012, 2016
- AFCフットサルアジアカップ得点王 : 2016
- AFFフットサル選手権得点王 (3): 2012, 2013, 2019
- 東南アジア競技大会 (3): 2011, 2013, 2017
- フットサルタイリーグ（英語版）最優秀選手賞 (4): 2009, 2011, 2012, 2016
- フットサルタイリーグ（英語版）ベスト5 : 2016
- フットサルタイリーグ（英語版）得点王 : 2014
- AFCフットサルクラブ選手権最優秀選手賞 : 2013
- AFC年間最優秀フットサル選手賞 : 2013[2]